# Aspidoscelis maslini
Aspidoscelis maslini (юкатанський батогохвіст) — вид ящірок родини теїдових (Teiidae). Мешкає в Мексиці й Центральній Америці.

## Поширення й екологія
Юкатанські батогохвости відомі з низки місцевостей, що лежать у мексиканських штатах Кампече й Кінтана-Роо на півдні півострова Юкатан, а також на півночі Петену в Гватемалі та в Белізі. Вони живуть на відкритих місцевостях, зокрема на пляжах, на узбіччях доріг та на кокосових плантаціях, на висоті до 200 м над рівнем моря.